# هیثم کاظم
هیثم کاظم (متولد ۲۱ ژوئیه ۱۹۸۳)، بازیکن سابق فوتبال اهل عراق می‌باشد.
او سابقهٔ بازی در باشگاه‌های فوتبال ایرانی سپاهان اصفهان و استقلال اهواز را در کارنامهٔ خود دارد.
او یه همراه تیم ملی فوتبال عراق به مقام قهرمانی جام ملت‌های آسیا ۲۰۰۷ دست یافت.